# Dicraeopetalum capuronianum
Dicraeopetalum capuronianum là một loài thực vật có hoa trong họ Đậu. Loài này được (M.Peltier) Yakovlev miêu tả khoa học đầu tiên.